# Cinema 81

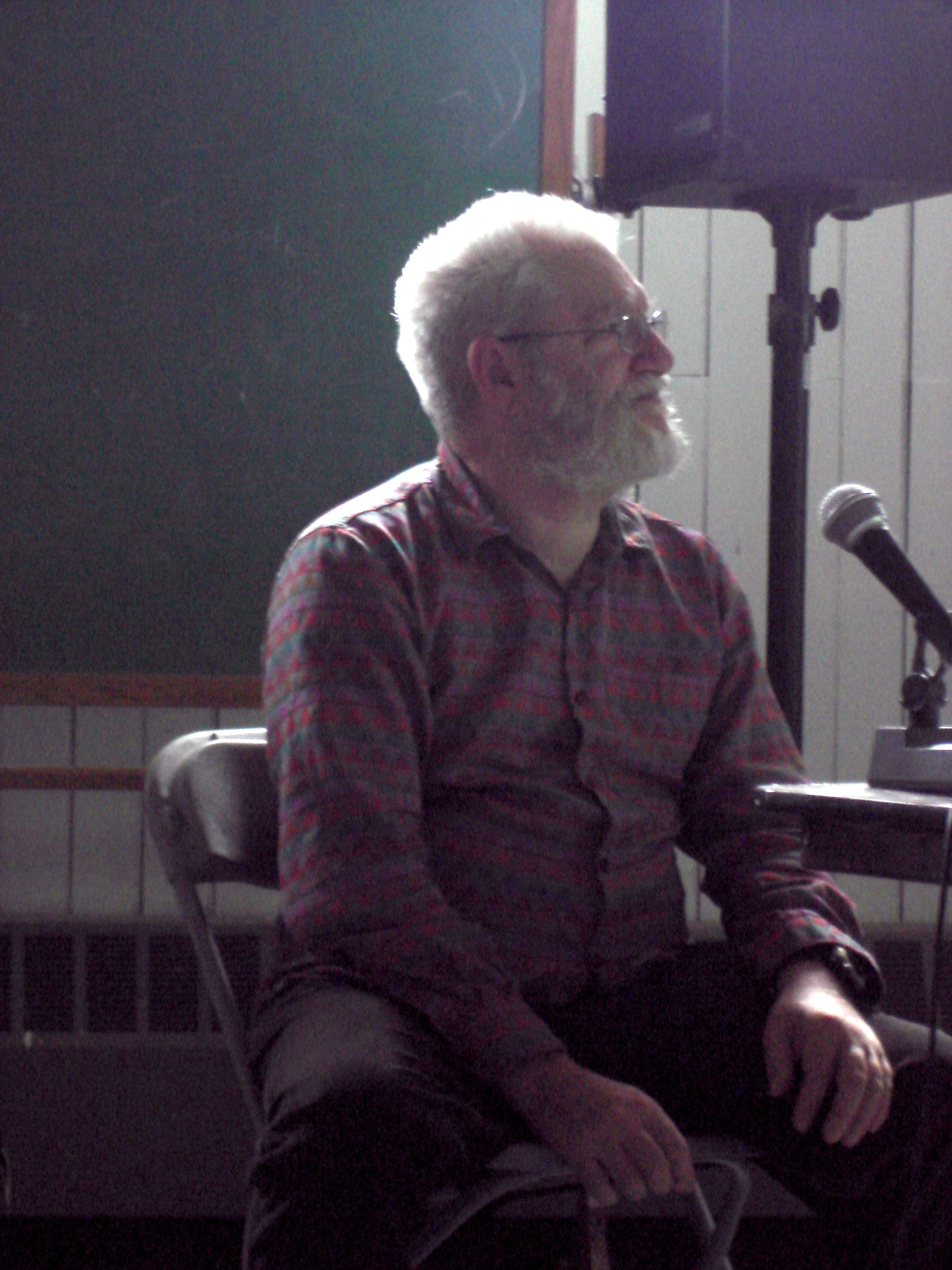
Dan Graham en 2007.

El Cine 81 es un modelo ficticio de sala cine no construida ni imaginada para ser construida de Dan Graham en 1982. Situada en la esquina de una calle, las dos paredes exteriores están formadas por espejos unidireccionales de dos caras, igual que la pantalla, la cual es también un espejo de dos caras. Cuando el cuarto está iluminado, en el exterior las paredes son transparentes y desde la calle se observa a los espectadores del interior, a la vez, la pantalla actúa como espejo dentro de la habitación.
Cuando la película es proyectada sobre la pantalla, es visible en el interior y en el exterior simultáneamente, pero al estar formada  por un vidrio reflectante es parcialmente transparente, combinando las imágenes proyectadas con el propio reflejo del espacio donde se está visualizando. A la vez, los espectadores pueden ver la imagen de los peatones de la calle.

### Mirar y ser mirado
En la maqueta arquitectónica de Graham existen dos imágenes: la del reflejo de los cuerpos de los individuos que habitan la sala o circulan por el exterior, y la de la película en sí mismo. La sala tiene sentido gracias a la posibilidad de cambio, transformando el cine según el acontecimiento para proyectar imágenes en la cara interior o exterior en función de la luz mediante un pulsador instalado en la base de la sala.
La obra proyectada es diferente para cada espectador gracias a la subjetividad que proporciona a cada individuo este cine. Según la iluminación, la distinción entre los espectadores de la sala y los actores de la película es imposible, relativizando el concepto de imagen virtual o real. Se presenta cómo una crítica a la transparencia con que han sido creadas las ciudades, creando una contradicción entre aquello público y aquello privado.